# La mia amica geniale
Ne doit pas être confondu avec  L'amica geniale.
Pour plus de détails, voir Fiche technique et Distribution.
La mia amica geniale est un documentaire italien écrit et réalisé par Clarissa Cappellani et sorti en 2018. 

## Synopsis
Le documentaire montre l'aventure de deux adolescentes italiennes qui deviennent les actrices principales de la série télévisée L'Amie prodigieuse, depuis le casting où 2 500 candidates se sont présentées jusqu'à l'avant-première de la série télévisée à la Mostra de Venise. 
À Naples, en 2017, la nouvelle se répand rapidement que la saga d'Elena Ferrante, phénomène mondial vendue à plus de 13 millions d'exemplaires, est sur le point d'être adaptée dans une série télévisée majeure pour HBO et RAI. Des milliers de jeunes filles auditionnent pour les rôles des personnages principaux, Elena et Lila. La vie de Margherita Mazzucco et de Gaia Girace, futures interprètes d'Elena et Lila, est sur le point de changer d'une manière inimaginable.
La mia amica geniale offre un regard exclusif sur les deux adolescentes inconnues et ordinaires qui se lancent dans le projet afin d'obtenir le rôle de leur vie. Le documentaire est une représentation intime de cette histoire unique, en commençant par les filles en tant que parfaites inconnues jusqu'à leur parcours pour devenir des amies proches. Il documente la transformation de deux actrices de 15 ans, leur amitié, les hauts, les bas, les défis, les récompenses, l'ordinaire et l'extraordinaire. C'est une véritable histoire de passage à l'âge adulte alors qu'elles apprennent le métier et s'intègrent dans un monde dont elles n'ont jamais rêvé. Il explore non seulement le rapport entre les deux actrices, mais établit également des parallèles avec la relation d'Elena et Lila et comment parfois les frontières entre la réalité et la fiction, la personne et le personnage, peuvent s'estomper.

## Fiche technique
- Titre original : La mia amica geniale
- Réalisation : Clarissa Cappellani
- Scénario : Clarissa Cappellani
- Photographie : Clarissa Cappellani
- Montage : Irene Vecchio
- Musique : Giulia Tagliavia
- Pays d'origine : Italie
- Langue originale : italien
- Format : couleur
- Genre : documentaire
- Durée : 72 minutes
- Dates de sortie :
  - Italie : 6 décembre 2018

## Distribution
- Gaia Girace : elle-même
- Margherita Mazzucco : elle-même
- Anna Redi : professeur d'art dramatique